# 도리이 스테이션
도리이 스테이션(Torii Station) 혹은 도리이 통신시설(トリイ通信施設 도리이 쓰신시세쓰[*], 관리 번호: FAC 6064)은 오키나와현 요미탄촌 남서쪽에 있는 주일 미국 육군의 주둔지이다.

## 역사
1972년 5월 15일, 일본 정부로 오키나와와 류큐 열도가 반환되면서, 류큐사령부가 해체되었다. 이를 대신하여 해당 지역에 남아 있는 미국 육군의 주둔지를 관리하기 위해, 주일 육군 예하 주요사령부로 "오키나와 기지사령부"가 설립되었다. 이후, 주둔군의 규모와 임무가 점차 축소되자, 기지사령부는 재편성되어 캠프 즈케란에서, 현재 마키미나토 근무구역으로 옮겨갔다.
1978년 10월 1일, 사령부가 "미국 육군 지원처"로 개편되고 각 주둔지의 본부가 캠프 킨저로 집중되었다. 이듬해 1979년 9월 25일, 사령부가 "오키나와 미국 육군 주둔지"로 개편되었다.
1986년 2월 18일, 공식적으로 "제10지역지원단 (임시)"로 지정하고 본부를 토리이 스테이션으로 옮겼다. 임시 상태는 이듬해 1987년 10월 16일에 해제되었다.
2001년 3월에 요미탄 촌 서쪽에 있는 주일 공군이 관할하던 세나하 통신시설의 토지가 반환이 결정되자, 2002년 3월 통신 장비를 도리이 통신시설로 옮기기 시작하여, 2006년에 마이크로파 통신탑까지 옮겨오면서 통신 기능을 완전히 통합하였다.
2003년에 시설관리사령부(IMCOM)의 설립에 따라, 10월에 주일 미국 육군 주둔지의 대응과 주둔지 관리는 기지지원운영에서 육군 시설지원근무로 변하였다.
2011년 7월 11일, 미국 육군부에 의해 도리이 스테이션 미국 육군 주둔지 사령부가 대대급 조직으로 편성되어 공식적으로 활동을 개시하였고, 2014년 3월 4일에 "오키나와 미국 육군 주둔지"로 개편되었다.

## 입주
- USAG 오키나와
  - 제247군사경찰파견대
- 제10지역지원단, 본부 및 본부중대
- 제1방공포병연대, 1대대
- 제1특전단, 1대대

## 사진첩

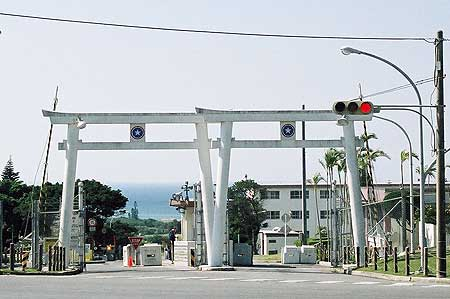
도리이 스테이션의 정문
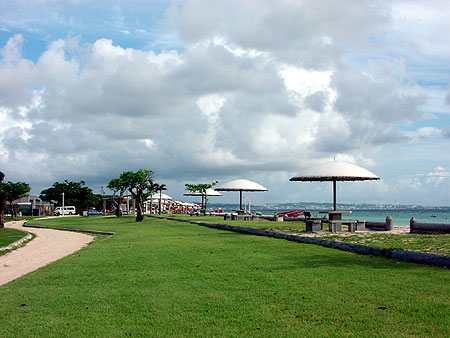
도리이 해변

## 계보
- 1972년 5월, U.S. Army Base Command-Okinawa (USARBCO)→오키나와 미국 육군 기지사령부
- 197?년 U.S. Army Garrison Okinawa→오키나와 미국 육군 주둔지
- 1978년, U.S. Army Support Activity→미국 육군 지원처
- 1979년 9월, U.S. Army Garrison Okinawa→오키나와 미국 육군 주둔지
- 1986년 2월, 10th Area Support Group→제10지역지원단
- 2011년 7월 11일, U.S. Army Garrison Torii Station→도리이 스테이션 미국 육군 주둔지
- 2014년 3월 5일, U.S. Army Garrison Okinawa→오키나와 미국 육군 주둔지

## 참고
1. ↑  “Unit re-designated as U.S. Army Garrison Okinawa during ceremony”. 미국 육군. 2014년 3월 5일. 2014년 5월 2일에 확인함.

- “Unit History”. 《usarj.army.mil》 (영어). 오키나와 미국 육군 기지. 2014년 9월 13일에 원본 문서에서 보존된 문서. 2014년 9월 28일에 확인함.
- “Torii Station Okinawa, Japan”. 《gloablsecurity.org》 (영어). 2011년 7월 5일. 2015년 4월 4일에 확인함.
- “United States Army Garrison (USAG) Torii Station, Okinawa, Japan”. 《army-technology.com》 (영어). Kable Intelligence Limited. 2016년 12월 23일에 확인함.